# Општина Тудор Владимиреску (Браила)
Тудор Владимиреску (рум. Tudor Vladimirescu) општина је у Румунији у округу Браила.
Oпштина се налази на надморској висини од 13 m.